# Салинас (Калифорния)
Вижте пояснителната страница за други значения на Салинас.
Салинас (от испански на английски: Salinas) е град и окръжен център на окръг Монтерей, щата Калифорния, САЩ. Салинас е с население от 151 060 жители (2000), а общата му площ е 49,20 км². Голяма част от икономиката на Салинас се пада на земеделието.

## Известни личности
Родени в Салинас
- Кейн Веласкес (р. 1982), боец по смесени бойни изкуства (MMA)
- Ърл Роуланд (р. 1983), баскетболист
- Джон Стайнбек (1902-1968), писател
- Ванеса Хъджинс (р. 1988), певица и актриса